# Маркус Шульц
Маркус Шульц (нім. Markus Schulz) — німецький ді-джей та продюсер електронної музики напрямку транс (прогресив транс), також ведучий радіо шоу «Global DJ Broadcast» на Digital Imported Radio. Як гості цього шоу нерідко грають свої мікси такі ді-джеї та продюсери, як Армін ван Бюрен, Пол ван Дайк, Феррі Корстен та інші. 
Власник лейблу Coldharbour Recordings.
Маркус Шульц також має й інші музичні проекти, серед яких можна виділити проект Dakota, своєю назвою зобов'язаний однойменній вулиці в штаті Аризона, де жив Шульц в 90-х роках.

## Біографія
Народився в місті Ешвеге в Німеччині, його батько був військовослужбовцем. У віці 13 років родина Маркуса переїхала до США. Оселившись в містечку Фенікс (штат Аризона) він захоплюється музикою і стає активним членом танцювальних груп, виступає в клубах Фенікса, пізніше стає резидентом The Works, де працює сім років. Водночас займається продюсерською діяльністю, працює на радіо «Hot Mix» і починає записуватися на лейблі Armada Music.
2004 року Маркус переїхав до Лондону, де, знявши квартиру на вулиці Coldharbour Lane, організує власну студію. Звучання музики Маркуса формується під впливом популярного в той час в Лондоні напрямку drum'n'bass. Через два роки він переїжджає до Маямі, де на відкритті клубу Maze виступає разом з Армін ван Бюреном, згодом його другом та партнером по проектах.
Дебютний альбом «Without You Near» завойовує симпатію серед шанувальників та критиків. У тому ж році Armada Music допомагає запустити лейбл Маркуса Coldharbour Recordings, на якому виходять сингли з першого альбому: «First Time», «Without You Near», «Never Be The Same Again». Популярність Шульца починає рости, його радіошоу починає транслювати радіостанція DI.FM, він робить регулярні виступи на Ібіці.
2007 року Маркус Шульц випускає другий альбом «Progression». Маркус постійно випускає мікс-компіляції присвячені місцям, які його вразили: "Miami'05 ", "Ibiza'06 ", "Amsterdam'08 " (премія"Best Full Length DJ Mix" на Miami Winter Music Conference), "Toronto'09 ".
2008 року виходить альбом Progression Progressed (The Remixes), де були зібрані ремікси на композиції з попереднього альбому Шульца. На першому диску були зібрані ремікси Nic Chagall, Agnelli & Nelson, Genix, Mat Zo та інших музикантів, а на другому композиції змікшував сам Маркус.
2010 року виходить третій студійний альбом виконавця — Do You Dream?, над яким він працював 18 місяців. 
Зайняв дев'яте місце в рейтингу діджеїв за 2011-й рік за версією журналу DJ Magazine. 
2012 року виходить четвертий альбом Маркуса — Scream. 

## Галерея

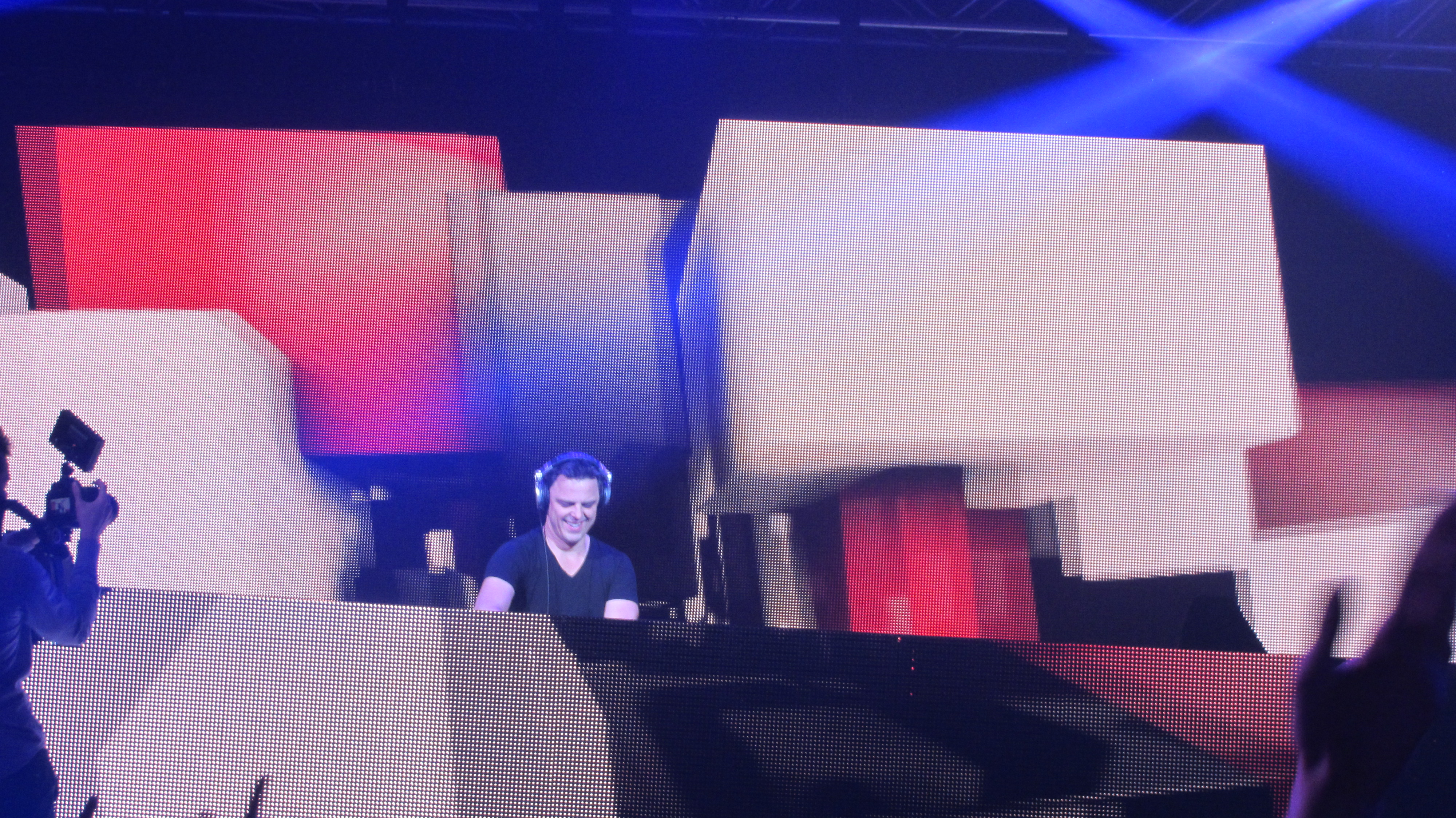
Godskitchen 2013 Києві
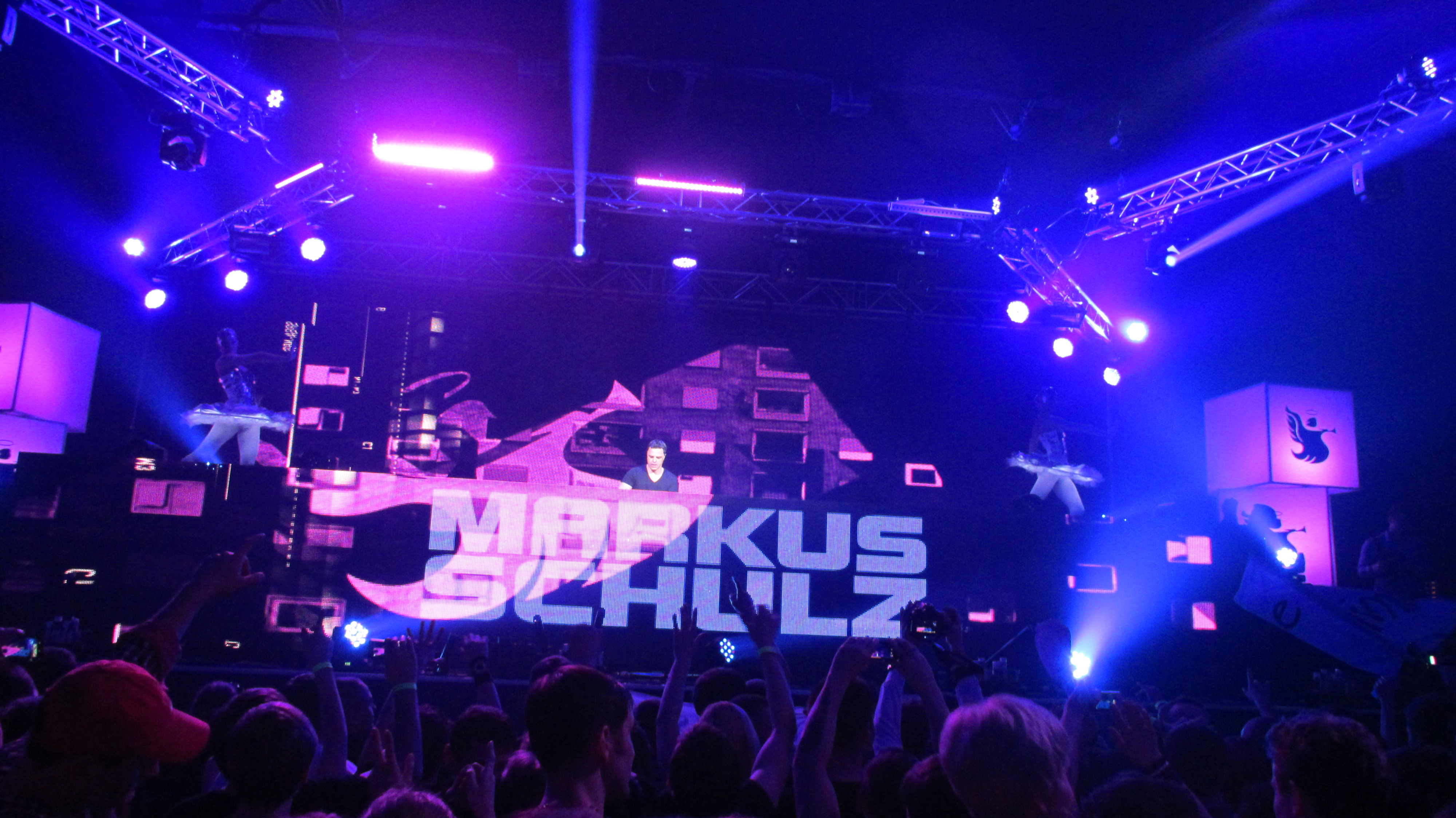
Godskitchen 2013 Києві

## Альбоми

### Студійні
- Without You Near (2005, Ultra Records)
- Progression (2007, Armada Music)
- Do You Dream? (2010, Armada Music)
- Do You Dream? The Remixes (2011, Armada Music)
- Scream (2012, Armada Music)
- Scream 2 (2014, Armada Music)
- Watch The World (2016, Black Hole Recordings)

### Збірники
- Progression Progressed (The Remixes) (2008, Armada Music)

### Dakota
- Thoughts Become Things (2009, Armada Music)
- Thoughts Become Things II (2011, Armada Music)

## Компіляції
- Coldharbour Sessions (2004, Armada Music)
- Miami'05 (2005, Armada Music)
- Ibiza'06 (2006, Armada Music)
- Amsterdam'08 (лютий 2008, Armada Music)
- Toronto'09 (2009, Armada Music)
- Las Vegas'10 (2010, Armada Music)
- Prague'11 (2011, Armada Music)
- Los Angeles'12 (2012, Armada Music)
- Buenos Aires'13 (2013, Armada Music)